# Herta Wescher
Herta Wescher (* 1899 in Krefeld; † 3. März 1971 in Paris, geborene Kauert) war eine deutsche Kunsthistorikerin, die in Frankreich wirkte. Sie war eine Kennerin moderner Kunst, Autorität für die Kunstform der Collage und Kunstkritikerin.

## Leben und Wirken

### Jugend
Herta Kauerts Eltern waren der Kaufmann Heinrich Kauert und Maria  geb. Jentges. Sie besuchte das Lyzeum und wurde auch privat unterrichtet. 1917 machte sie Abitur in Bonn. Nach dem Abitur begann sie das Studium der Kunstgeschichte, Geschichte und Archäologie an den Universitäten Heidelberg, München (bei Heinrich Wölfflin) und Freiburg. In München knüpfte sie enge Freundschaften mit späteren Kunsthistorikern, einschließlich Heinrich Wölfflins Studenten Franz Roh, Hans Curjel, Sigfried Giedion und Carola Giedion-Welcker. Diese Gruppe Avantgarde-Kunst-Begeisterter entfachte auch in Herta Kauert eine Leidenschaft für moderne Kunst. In Freiburg studierte Kauert bei Hans Jantzen. 1923 lernte sie den Kunsthistoriker und Jantzen-Studenten Paul Wescher kennen, den sie im gleichen Jahr heiratete. 1924 promovierte sie bei Jantzen über den im 16. Jahrhundert tätigen Maler Sebastian Dayg.

### Tätigkeit in Berlin
Nach Studienabschluss erhielt ihr Mann eine Stelle an den Staatlichen Museen zu Berlin. Auch Herta Wescher arbeitete dort ehrenamtlich in der Grafik-Abteilung unter der Leitung von Max J. Friedländer. Durch Friedländer erhielt sie die Möglichkeit, zusammen mit dem Kunsthistoriker und Rubens-Forscher Ludwig Burchard am Werkverzeichnis von Peter Paul Rubens mitzuarbeiten. Daneben engagierte sie sich in der zeitgenössischen Kunstszene in Berlin, beeinflusst durch Franz Roh, Curt Glaser, Hans Curjel und den Bauhaus-Lehrer László Moholy-Nagy.

### Emigration nach Frankreich
Als Befürworter der Weimarer Republik und der Bauhaus-Schule, standen die Anschauungen der Weschers in direktem Gegensatz zur konservativen Kunstideologie des Nationalsozialismus. Nach der Machtübernahme durch Adolf Hitler im Jahr 1933 emigrieren die Weschers nach Paris.
Herta Wescher arbeitete als Journalistin und zwischen 1936 und 1937 als Korrespondentin für das englische Kunstmagazin "Axis". Sie half bei der Organisation des Freien Künstlerbunds, in dem auch die Kunsthistoriker Sabine Spiro und Paul Westheim Mitglieder waren.
Nach Frankreichs Eintritt in den Zweiten Weltkrieg wurde Herta Wescher 1940 interniert. Sie und ihr Mann flohen 1942 in die Schweiz nach Basel. Nach Kriegsende trennte sich Herta Wescher 1945 von ihrem Mann und kehrte nach Paris zurück.

### Kunstjournalistin und Kritikerin
Als freie Journalistin schrieb sie in den frühen 1950er Jahren für die Kunstzeitschrift "Art d'aujourd'hui”. 1953 half sie bei der Gründung der Zeitschrift "Cimaise". Zu ihren bevorzugten Themen zählten zu dieser Zeit die Kunstform der Collage. 1968 schrieb Wescher die Monografie "Die Collage", bis heute ein Standardwerk.
Herta Wescher starb 1971 in Paris. Bekannt wurde sie vor allem durch ihre Spezialisierung auf den bis dahin relativ unentdeckten Bereich der Collage als Kunstform. Auf diesem Gebiet wurde sie  eine frühe Verfechterin der ungegenständlichen Kunst.

## Publikationen
- Sebastian Dayg: Beiträge zur Geschichte der fränkisch-schwäbischen Malerei im 16. Jahrhundert. Freiburg, 1924, unveröffentlichte Dissertation
- Picasso: Papiers collés. Paris, F. Hazan, 1960.
- Die Collage: Geschichte eines künstlerischen Ausdrucksmittels. Köln, DuMont, Schauberg, 1968.